# Revolt of the Negro Lawn Jockeys
Revolt of the Negro Lawn Jockeys ist ein Jazzalbum von Jemeel Moondoc. Die am 25. Mai 2000 beim Vision Festival im New Age Cabaret, New York City, entstandenen Aufnahmen erschienen 2000 auf Eremite Records.

## Hintergrund
Bei Revolt of the Negro Lawn Jockeys arbeitete der Saxophonist Jemeel Moondoc mit einem Quintett, in dem das Vibraphon das Piano ersetzte, und baute auf den Innovationen der klassischen Kleingruppen von Ornette Coleman auf, notierte Steve Loewy. Moondoc spielte das Album mit Nathan Breedlove (Trompete), Khan Jamal (Vibraphon), John Voigt (Kontrabass) und Codaryl Moffett (Schlagzeug) ein. Es entstand auf dem New Yorker Vision Festival.
Der Titel des Albums bezieht sich auf die afroamerikanischen Gartenzwerge („Negro Lawn Jockeys“), die für flüchtige Sklaven aus den Südstaaten der USA den Weg in die Freiheit (Underground Railroad) markierten.

## Titelliste
- Jemeel Moondoc Vtet: Revolt of the Negro Lawn Jockeys (Eremite Records MTE028)[3]

1. Moon Mode 15:46
2. You Let Me Into Your Life 13:17
3. Revolt of the Negro Lawn Jockeys 15:22
4. Encore 3:00

Die Kompositionen stammen von Jemeel Moondoc.

## Rezeption
Steve Loewy verlieh dem Album in Allmusic viereinhalb Sterne und schrieb, obwohl Moondoc ziemlich selten aufnehme, produziere er auf seinen Alben fast immer Musik auf sehr hohem Niveau, mit originellen Konzepten, die moderne Harmonien einbeziehen und gleichzeitig die Lehren der Vergangenheit des Jazz aufsaugen würden. Dieses Album sei da keine Ausnahme. In gewisser Weise hält es Loewy für das am höchsten entwickelte Werk des Musikers. Dessen Sinn für Melodie unterstreiche immer die radikalsten Exkursionen von Moondoc; sein jammerndes Altsaxophon sei eine perfekte Ergänzung zu den abgehackten, zerlumpten Phrasen des Trompeters Nathan Breedlove. Khan Jamal mag das konservativste Mitglied der Gruppe sein, hauptsächlich aufgrund der raffinierten Natur des Vibraphons, aber er würde mit einer klaren Anerkennung der fortschrittlichsten Harmonien spielen. Moondoc verliere nie den Fokus, während die Gruppe mit einem Hauch von Albert Ayler, John Coltrane und Ornette Coleman vorwärts marschiere, wobei Moondocs klare Vision immer im Vordergrund stehe.
Nach Ansicht von Micah Holmquist, der das Album in All About Jazz rezensierte, sei es sowohl eine Stärke als auch eine Schwäche von Moondocs Spiel auf diesem Mitschnitt (und in geringerem Maße allgemein), dass es so sehr nach Coleman auf The Shape of Jazz to Come klinge. Dies sei ohne Zweifel eine große Inspirationsquelle, aus der man schöpfen könne, aber gleichzeitig führe dies dazu, dass Moondcos Musik hier ein bisschen abgeleitet und von bestimmten Parametern eingefangen werde, die inzwischen über 40 Jahre alt sind. Moondoc würde auf Revolt ein wenig von der Sprungkraft eines Eric Dolphy oder der Seele von Jackie McLean einbringen. Es sei schwer, jemandem vorzuwerfen, dass er diese Stile so gut spielt, aber es wäre schön gewesen, so der Autor, wenn sein Sound etwas erweitert worden wäre, der, so wie er ist, nur für einige kurze Momente im Titelstück verschiedene Wege beschreitet. Dennoch sei die reizvolle Charakteristik oder Ästhetik dieser Musik nicht zu unterschätzen.
Für Daniel Piotrowski, der das Album für JazzTimes besprach, ist Revolt of the Negro Lawn Jockeys die Dokumentation eines großartigen Auftritts des unterschätzten Altsaxophonisten Jemeel Moondoc, der mit diesem Quintett zuvor nicht aufgenommen habe. Die Band spiele ein hervorragendes Konzert mit drei 13- bis 16-minütigen Stücken plus einer kurzen dreiminütigen Zugabe. Die „kathartische Schönheit“ von "You Let Me Into Your Life" zeige einiges von Moondocs kraftvollstem und ergreifendstem Spiel, während das Titelstück eine großartige Interaktion zwischen ihm, Breedlove und Jamal bietet. Die Tonmischung verberge jedoch häufig das Spiel von Jamal unter den Bläsern und dem Schlagzeug. Auch dieses Album zeige zudem kaum Moondocs „wahres Können“ und könne nicht die Behauptung untermauern, dass er einer der besten Saxophonisten des Avantgarde-Jazz sei.